# سیارک ۱۹۸

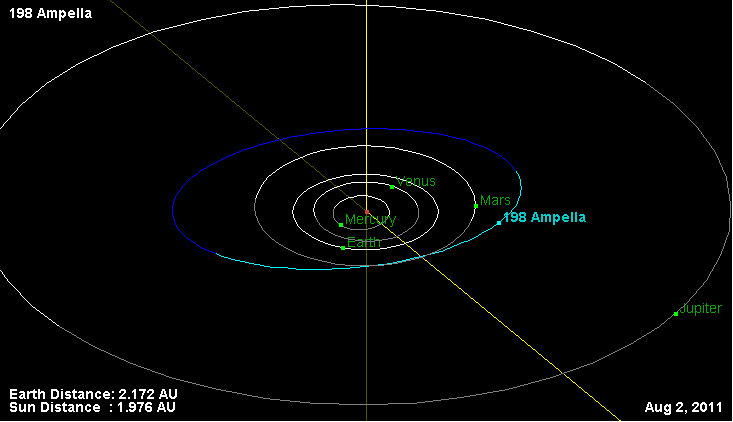
نمایی از محل قرارگیری سیارک ۱۹۸ در مدار - ۲۰۱۱

سیارک ۱۹۸ (به انگلیسی: 198 Ampella) صد و نود و هشتمین سیارک کشف شده‌است که در ۱۳ ژوئن ۱۸۷۹ و در مارسی کشف شد.
قدر مطلق سیارک برابر ۸٫۳۳ است.